# Oxford (Kansas)
Oxford – miasto w Stanach Zjednoczonych, w stanie Kansas, w hrabstwie Sumner.